# Urvenna, Zdolbuniv
Urvenna (în ucraineană Урвенна) este localitatea de reședință a comunei Urvenna din raionul Zdolbuniv, regiunea Rivne, Ucraina.

## Demografie
Componența lingvistică a localității Urvenna
     Ucraineană (100%)
Conform recensământului din 2001, toată populația localității Urvenna era vorbitoare de ucraineană (100%).